# Kriegerdenkmal (Schmalenberg)
Das Kriegerdenkmal von Schmalenberg wurde wahrscheinlich nach dem Ersten Weltkrieg errichtet.

## Lage
Das Bauwerk befindet sich in der örtlichen Kirchgasse vor der Kirche.

## Beschaffenheit
Das Denkmal von Schmalenberg ist als Mahnmal konzipiert und unterscheidet sich in der Darstellung von den üblichen Monumenten dieser Art in Form von Soldatengestalten mit Helm und Mantel. Auf einem Sandstein-Unterbau am Steilhang vor der evangelischen Kirche ist eine ruhende junge Frau zu sehen, die sich aufstützt und gegen eine Urne lehnt. Sie trägt eine trauernde Miene und ist in ein kaum verhüllendes Gewand gekleidet. Auf dem Sockel sind die Worte: „Den Toten zum Gedächtnis – den Lebenden zur Mahnung“ eingemeißelt.